# 이용관
이용관(李庸觀, 1955년 8월 11일 ~ )은 대한민국의 영화기관단체인, 영화평론가이다. 경기도 파주시 출생이다.

## 학력
- 중앙대학교 영화학과 학사
- 중앙대학교 대학원

## 경력
- 1985~1994 경성대학교 연극영화과 교수
- 1994~1996 서울단편영화제 심사위원, 집행위원장
- 1995~2012 중앙대학교 영화학과 교수
- 1996~1999 사단법인 부산국제영화제 수석프로그래머
- 1999~2002 영화진흥위원회 부위원장
- 2001~2009 서울국제청소년영화제 조직위원장
- 2002~2004 시네마테크부산 원장
- 2002~2006 사단법인 부산국제영화제 부집행위원장
- 2005~2009 문화재청 근대문화분과 문화재위원
- 2007. 2.~2016. 2. 사단법인 부산국제영화제 집행위원장
- 2009 제11회 서울국제청소년영화제 지도자문위원
- 2009~2010 제8대 중앙대학교 예술대학원 원장
- 2011 제3회 오키나와국제영화제 심사위원장
- 2011 제42회 인도국제영화제 국제심사위원
- 2012~2020 동서대학교 임권택 영화예술대학 학장
- 2015 제16회 도쿄필름엑스 심사위원장
- 2017 제1대 영화네트워크부산 이사장
- 2018. 1.~2023. 6. 사단법인 부산국제영화제 이사장

| 전임 김동호 | 제1대 부산국제영화제 공동집행위원장 2007년 2월 24일~2010년 11월 17일 | 후임 이용관 |

| 전임 이용관 | 제2대 부산국제영화제 집행위원장 2010년 11월 18일~2015년 7월 15일 | 후임 이용관 |

| 전임 이용관 | 제2대 부산국제영화제 공동집행위원장 2015년 7월 16일~2016년 2월 25일 | 후임 강수연 |

| 전임 김동호 | 제2대 부산국제영화제 이사장 2018년 1월 31일~2023년 6월 26일 | 후임 박광수 |